# Valdíkov
Valdíkov (deutsch Waldikau) ist eine Gemeinde in Tschechien. Sie liegt neun Kilometer nordöstlich von Třebíč und gehört zum Okres Třebíč.

## Geographie
Valdíkov befindet sich am Bach Mlýnský potok im Krischanauer Bergland (Křižanovská vrchovina) im Süden der Böhmisch-Mährischen Höhe. Am östlichen Ortsrand liegen die Teiche Valdíkovský rybník und Opatský rybník. Südöstlich des Dorfes erhebt sich die Kuppe Na chlumech (491 m).
Nachbarorte sind Nárameč und Topol im Norden, Doubrava, Budišov und Spálený Dvůr im Nordosten, Kojatín im Osten, Opatský Mlýn und Smrk im Südosten, Hostákov und Vladislav im Süden, Ptáčov im Südwesten sowie Trnava im Westen.

## Geschichte
Die erste schriftliche Erwähnung von Aldikovici erfolgte im Jahre 1101 in der Gründungsurkunde des Benediktinerklosters Třebíč. 1104 wurde auch die Ansiedlung Dobrutoys erwähnt, die den nördlichsten Besitz des Klosters Třebíč bildet. Für das Jahr 1115 findet sich nochmals eine Erwähnung von Dobrutoys bzw. Dobrutowicz in der Chronica Boemorum, danach erlosch die auf dem Gebiet der heutigen Siedlung Doubrava gelegene Ansiedlung.
Zu den nachfolgenden Besitzern von Valdíkov gehörten im Jahre 1399 Anna von Valdíkov und ab 1418 Zbyněk von Tikovice. Ab 1436 waren die Herren von Valdíkov wieder Besitzer des Dorfes. Seit 1556 bestehen im Dorf drei große Bauernwirtschaften und ein Hof. Nach der Säkularisation des Klosters Třebíč und der Errichtung des Schlosses gehörte Valdíkov zur Herrschaft Třebíč. Nach der Schlacht am Weißen Berg erwarben die Herren von Waldstein die Güter und hielten sie bis 1948.
Nach der Aufhebung der Patrimonialherrschaften bildete Vladíkov ab 1850 einen Ortsteil des Städtchens Vladislav im Bezirk Třebíč. 1867 erfolgte die Umgemeindung nach Hostákov und ab 1884 wurde der Gemeindename Valdíkov gebräuchlich. Im Jahre 1870 hatte das Dorf 110 Einwohner und 1890 waren es 141. 1901 entstand die politische Gemeinde Valdíkov. 1907 lebten in den 19 Häusern von Valdíkov 152 Menschen.
Im Jahre 1964 wurde das Dorf nach Nárameč umgemeindet. Seit 1992 bildet Valdíkov wieder eine eigene politische Gemeinde.
Am Hügel Na chlumech befindet sich eine Fundstätte von Rauchquarz und Amethyst.

## Gemeindegliederung
Für die Gemeinde Valdíkov sind keine Ortsteile ausgewiesen. Zu Valdíkov gehört die Ansiedlung Doubrava (Dobrowa) und die Einschicht Opatský Mlýn (Opazker Mühle).

## Sehenswürdigkeiten
- Kapelle am Dorfplatz, erbaut 1874. 1994 wurde sie renoviert
- Holzkreuz neben der Kapelle, errichtet 1994[2]